# Gentoo Linux
Gentoo Linux (произносится дже́нту [ˈdʒɛntuː], сленг — ге́нту, ге́нта; по названию быстроплавающего папуанского пингвина) — дистрибутив GNU/Linux с мощной и гибкой технологией Portage, совмещающей в себе возможности конфигурирования и настройки, а также автоматизированную систему управления пакетами. Последняя создавалась под влиянием системы управления пакетами FreeBSD. Отличительной особенностью Gentoo является возможность оптимизации под конкретное аппаратное обеспечение.
Дистрибутив ведёт своё начало с разработки Дэниелом Роббинсом дистрибутива Enoch Linux в 1999 году. Благодаря системе Portage, позволяющей сделать из Gentoo практически всё, что угодно (от сервера до рабочей станции), этот дистрибутив можно отнести к так называемым метадистрибутивам.

## История
Gentoo появился на основе разработок собственного дистрибутива Дэниела Роббинса под названием Enoch Linux. Основной целью дистрибутива являлась собственная сборка (подобная Linux From Scratch), оптимизированная под конкретное аппаратное обеспечение и содержащее минимальный, необходимый пользователю, набор программ.
Эксперименты над сборками GCC показали, что производительность получаемого пакета увеличивалась (в зависимости от аппаратного обеспечения) на 10-20 % по сравнению с бинарными сборками gcc, поставляемыми другими дистрибутивами. Наработки, увеличивающие производительность, были включены в официальный выпуск GCC 2.95, благодаря чему другие дистрибутивы также получили дополнительный прирост в производительности. Начиная с этого момента, Enoch начал приобретать репутацию «быстрого» дистрибутива, после чего было принято решение сменить название на Gentoo Linux.

Я решил использовать целостный подход и взяться за проблему производительности сразу со всех сторон.
Оригинальный текст (англ.)I decided to take a holistic approach and tackle the performance problem from all angles.
— Дэниел Роббинс
31 марта 2002 года вышла первая версия дистрибутива.
В 2004 году была основана некоммерческая организация Gentoo Foundation, в ведение которой Роббинс передал все права на исходный код и торговые марки, тем самым отстранившись от разработки дистрибутива.
На данный момент разработка управляется группой Board of Trustees из пяти человек (ответственных за управление фондом) и советом Gentoo Council (технические вопросы), состоящим из семи членов, выбираемых на срок в один год.
В начале 2009 года обновился дизайн сайта. На главной странице отображаются новости, обсуждения и статьи разработчиков, а также извещения о критических уязвимостях (Gentoo Linux Security Advisory).
В октябре 2009 года Gentoo исполнилось десять лет, в связи с чем подготовлена большая коллекция скриншотов и хронология дистрибутива.

## Философия
Философия Gentoo проистекает от дней основания дистрибутива и остаётся в неизменном виде и по сей день. Вот как вкратце излагает концепцию проекта его основатель Дэниел Роббинс:

Каждому пользователю приходится выполнять определённую работу. Цель Gentoo — разработка инструментов и систем, позволяющих пользователю заниматься своим делом как можно эффективнее и в своё удовольствие, так, как он сочтёт нужным. Наши инструменты должны приносить радость и помогать пользователю оценить по достоинству всё богатство Linux и сообщества свободного программного обеспечения, а также гибкость свободных программ. Такое возможно только тогда, когда инструменты создаются, чтобы отражать и проводить волю пользователя, оставляя для него открытыми все возможности вплоть до финальной стадии (исходного кода). Когда инструмент заставляет пользователя действовать определённым образом, инструмент работает против него, а не на него. Все мы сталкивались с ситуациями, когда инструменты стремились навязать нам свою собственную волю. Такое положение дел — шаг назад, несовместимый с философией Gentoo.
Иными словами, философия Gentoo — создание лучших инструментов. Когда инструмент в совершенстве выполняет свою задачу, вы можете даже не замечать его присутствия, потому что он не перечит вам, не проявляет себя и не заставляет вас возиться с ним, когда вам совершенно не до этого. Инструмент служит пользователю, а не пользователь — инструменту.
Будущая задача Gentoo — продолжать борьбу за создание инструментов, близких к идеалу. Инструментов, удовлетворяющих нужды множества различных пользователей (каждого — со своими разнообразными целями) с простотой, идущей рука об руку с непревзойдённой мощью. Разве вы не любите пользоваться инструментами, которые отлично подходят для ваших нужд? Разве это не великолепное ощущение? Наша цель — передать это чувство как можно большему числу людей.
Оригинальный текст (англ.)Every user has work they need to do. The goal of Gentoo is to design tools and systems that allow a user to do that work as pleasantly and efficiently as possible, as they see fit. Our tools should be a joy to use, and should help the user to appreciate the richness of the Linux and free software community, and the flexibility of free software. This is only possible when the tool is designed to reflect and transmit the will of the user, and leave the possibilities open as to the final form of the raw materials (the source code.) If the tool forces the user to do things a particular way, then the tool is working against, rather than for, the user. We have all experienced situations where tools seem to be imposing their respective wills on us. This is backwards, and contrary to the Gentoo philosophy.
Put another way, the Gentoo philosophy is to create better tools. When a tool is doing its job perfectly, you might not even be very aware of its presence, because it does not interfere and make its presence known, nor does it force you to interact with it when you don’t want it to. The tool serves the user rather than the user serving the tool.
The goal of Gentoo is to strive to create near-ideal tools. Tools that can accommodate the needs of many different users all with divergent goals. Don’t you love it when you find a tool that does exactly what you want to do? Doesn't it feel great? Our mission is to give that sensation to as many people as possible.

## Основные особенности
- Мощная и гибкая технология Portage, совмещающая в себе возможности конфигурирования, настройки, а также автоматизированную систему управления пакетами. Последняя создавалась под влиянием системы управления пакетами в FreeBSD, называемой портами.
- Аппаратная многоплатформенность — на данный момент Gentoo портирована на ARM, x86, x86-64, PowerPC, PowerPC 970 (PowerPC G5), SPARC, MIPS, DEC Alpha, PA-RISC, IBM/390, SuperH и 68k[16].
- Оптимизация системы под конкретное аппаратное обеспечение и нужды пользователя. Это достигается посредством сборки программ из исходных текстов с использованием так называемых USE-флагов оптимизации и подключением/отключением необходимых модулей. Для удобства все опции могут быть внесены в конфигурационные файлы как для системы в целом (/etc/portage/make.conf), так и для конкретных программ (/etc/portage/package.use). В случае необходимости изменения флагов, например, в случае подключения поддержки системы печати (cups) или потребности в дополнительных функциях (kerberos, pda), они будут учтены при следующем обновлении, и все программы, где используются эти флаги, включая все зависимости, — автоматически пересобраны. Таким образом, любое обновление программ или системы осуществляется очень просто, например, для всей системы в целом обычно используют emerge -auvDN @world, обновление только системных программ emerge -auvDN @system.
- Согласно исследованию[17], PHP в Gentoo потребляет до 25 % меньше памяти при прочих равных условиях, чем в других Linux-дистрибутивах.
- Собственная init-система OpenRC на базе проекта SysVinit, расширенная и удобная система инициализационных файлов, в частности, вместо числовых используются именованные уровни запуска (runlevels), при этом с указанием зависимости от прочих сценариев. Для управления используется команда rc-update.
- Маски́рование (англ. masking) — возможность использовать как стабильные (по умолчанию), так и экспериментальные, но более свежие функциональные версии программ. При этом сохраняется возможность откатиться на любую из старых версий (также следует учитывать, что есть ряд пакетов и подсистем, не поддерживающих возврат к старым версиям, что связано с особенностями их функционирования, например, библиотека glibc).
- Более 19000 пакетов в основном дереве и множество подключаемых оверлеев от сторонних разработчиков.
- Регулярное обновление пакетов и минимальные сроки устранения уязвимостей. Gentoo позволяет устанавливать несвободные программы через свою основную пакетную систему[18].

## Установка
Установка Gentoo может быть произведена различными способами. Наиболее распространённый — установка с минимального диска из архива stage3. Как и многие другие дистрибутивы, Gentoo можно установить с Live CD или из другого работающего дистрибутива Linux.
Для упрощения установки все этапы подробно описаны в «Настольной книге Gentoo». (англ. Handbook). В дополнение к этому существует «Описание альтернативных способов установки»; большинство этих способов рассчитано на продвинутых пользователей и пользователей, не имеющих возможности установить Gentoo с компакт-диска.
Начиная с версии 2006.0 была выпущена графическая (GTK+) программа-установщик, которая предназначалась для упрощения установки системы. В отличие от стандартного способа установки с минимального загрузочного диска, программа-установщик использовала stage1.
22 сентября 2008 разработчики дистрибутива Gentoo Linux полностью отказались от системы релизов и перешли на автоматически собираемые раз в неделю «стадии».
С января 2009 года поддержка графического установщика прекращена.

### Catalyst
Начиная с версии 2004.0 в Gentoo доступна программа Catalyst, которая используется для сборки всех релизов Gentoo и может быть использована для создания собственного носителя для установки системы.

### Стадии
Обычно установка производится начиная с одной из трёх «стадий» (stage-архивов):
- Stage1: должна быть подготовлена минимальная система для установки и должны быть собраны все основные компоненты целевой системы;
- Stage2: минимальная система для установки уже подготовлена, однако базовые компоненты целевой системы по-прежнему должны быть собраны самостоятельно;
- Stage3: минимальная система для установки уже подготовлена и базовые компоненты целевой системы уже собраны, однако может потребоваться их пересборка.

С ноября 2005 года официально поддерживается только установка из stage3. Несмотря на то, что архивы с первыми двумя стадиями всё ещё доступны для скачивания, инструкции для установки с их использованием были удалены из «настольной книги» и добавлены в Gentoo FAQ.

### Live USB
Существуют документированные способы создания Live USB-версии Gentoo вручную или с помощью UNetbootin.

## Дистрибутивы, основанные на Gentoo и совместимые с ним
| Дистрибутив     | Категория       | DE/WM            |
| --------------- | --------------- | ---------------- |
| Sabayon Linux   | Desktop         | Xfce, GNOME, KDE |
| Calculate Linux | Desktop, Server | KDE, Xfce, MATE  |
| Papug Linux     | Old Computers   | Fluxbox          |
| Liberté Linux   | Privacy         | LXDE             |
| Pentoo          | Security        | Enlightenment    |
| TinHat          | Security        | GNOME            |
| Funtoo          | Desktop, Server |                  |
| VidaLinux       | Desktop         | GNOME            |
| Gentoox         | Gaming          |                  |
| Exherbo         | Desktop         |                  |
| Zentoo          | Server          |                  |
| Toorox          | Desktop         |                  |
| Trassir OS      | NVR Server      |                  |

## Недостатки
Компиляция пакетов из исходного кода занимает гораздо больше времени, чем установка готовых исполняемых файлов. В некоторых случаях — в зависимости от аппаратного обеспечения и размера исходного кода — компиляция больших программ может занять несколько часов или потребовать нескольких гигабайт временного пространства на целевом диске.
Как правило, пользователи Gentoo мирятся с медленной компиляцией в обмен на возможность задавать собственные параметры установки, предоставляемую гибкой конфигурационной технологией Portage. Тем не менее, существует ряд обходных путей, позволяющих ускорить работу установочного пакета.
1. Для отдельных приложений, требующих долгой компиляции, распространяются официальные и неофициальные бинарные сборки (например, openoffice-bin, firefox-bin). Предварительно скомпилированные бинарные файлы ускоряют установку, но делают невозможным использование дополнительных установочных опций, а также не дают роста производительности при работе.
2. Время стандартного процесса установки может быть сокращено с помощью параллельной компиляции и использования именованных каналов вместо временных файлов[31].
3. Другие дополнительные опции Portage включают в себя распределённую компиляцию[32] и использование кэша компилятора[33]. Кроме того, предусмотрена возможность монтирования большой файловой системы в оперативной памяти, значительно ускоряющая процесс создания пакетов. Некоторые из этих способов имеют собственные недостатки и по умолчанию не используются.
4. Бинарный пакет, созданный по окончании компиляции[34], делает возможной быструю установку дистрибутива на других компьютерах с аналогичной аппаратной конфигурацией.

## Логотип и маскоты
Gentoo — английское название папуанского пингвина (субантарктический пингвин, пингвин генту; лат. Pygoscelis papua). Согласно Книге рекордов Гиннесса за 1998 год, этому виду пингвинов принадлежит рекорд скорости плавания (36 км/ч). Название, призванное символизировать быстродействие и высокую производительность дистрибутива, одновременно отсылает к традиционному маскоту Linux — пингвину Таксу.
Официальный логотип Gentoo Linux — стилизованная буква g, напоминающая серебристую японскую бусину-магатаму. В числе неофициальных персонажей-талисманов дистрибутива — Корова Ларри (англ. Larry the Cow) и Летающая Тарелка Знурт (англ. Znurt the Flying Saucer).

## Популярность
Согласно данным статистики World Wide Web Technology Surveys, по состоянию на июнь 2017 года дистрибутив Gentoo используется на 1 % серверов в Интернете. Это позволяет дистрибутиву занимать пятое место по популярности дистрибутивов Linux, используемых провайдерами, уступая только Ubuntu, Debian, CentOS и RedHat. Согласно статистике сайта Distrowatch интерес к дистрибутиву снижается все последние годы, и в настоящее время он занимает только 44-ю строчку в таблице популярности. Тем не менее, в рейтинге, составленном сайтом Distrowatch на основании отзывов пользователей (Average rating), Gentoo имеет неплохую оценку (9,67 балла), опережая большинство популярных дистрибутивов.